# Edward Clinton, 1. Earl of Lincoln

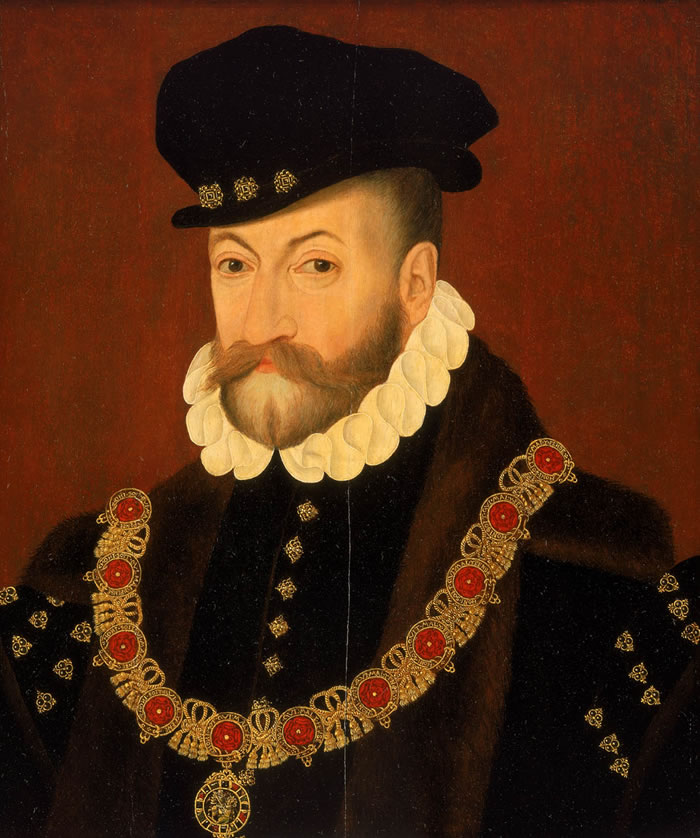
Porträt Edward Clintons von etwa 1575

Edward Clinton, 1. Earl of Lincoln KG PC (* 1512 in Scrivelsby, Lincolnshire; † 16. Januar 1585 in London), auch Edward Fiennes de Clinton genannt, war ein englischer Admiral unter König Edward VI. und Königin Elisabeth I. Im Jahr 1572 wurde er zum Earl of Lincoln erhoben.

## Leben
Geboren wurde Edward als Sohn von Thomas Clinton, 8. Baron Clinton, und seiner Frau Mary Clinton, geborene Poynings. Beim Tod seines Vaters erbte er 1517 dessen Adelstitel als 9. Baron Clinton. Er schloss sich 1532 dem Gefolge Heinrichs VIII. bei Boulogne-sur-Mer und Calais an. Er war Mitglied im Parlament von 1536 und kämpfte von 1544 bis 1547 in der Royal Navy gegen die französische und schottische Kriegsflotte. Aufgrund seiner Rolle bei der Eroberung der Stadt Edinburgh wurde er am 11. Mai 1544 vom Stellvertreter des Königs, Edward Seymour, 1. Earl of Hertford, dem späteren ersten Duke of Somerset, zum Knight Banneret geschlagen. Am 14. September 1544 nahm er an der Belagerung von Boulogne-sur-Mer teil. Unter John Dudley, 1. Earl of Warwick erlebte er im Jahr 1545 die Schlacht von Spearhead gegen die Franzosen und wurde ein Jahr später als Friedensbeauftragter nach Frankreich gesandt.
Während der Invasion Schottlands durch Edward Seymour kommandierte er die englische Flotte und stellte bei der Schlacht bei Pinkie Cleugh am 15. September 1547 Artillerie-Unterstützung vom Meer her. Im gleichen Jahr wurde er zum Gouverneur von Boulogne-sur-Mer ernannt und verteidigte von 1549 bis 1550 die Stadt erfolgreich gegen die Belagerung durch die Franzosen. 1550 wurde er auch, zusammen mit Henry Manners, 2. Earl of Rutland, zum Lord Lieutenant von Lincolnshire sowie von Nottinghamshire ernannt und bekleidete bis 1554 unter König Edward VI. sowie von 1559 bis 1585 unter Königin Elisabeth I. das Amt des Lord High Admirals.
Zwischen 1550 und 1553 war er Mitglied des Privy Councils und fungierte 1551 als bevollmächtigter Vertreter Englands in Frankreich. Im gleichen Jahr wurde ihm der Hosenbandorden verliehen. Nach seiner erneuten Ernennung zum Lord Lieutenant von Lincolnshire 1552 war Clinton 1554 an der Niederwerfung des Wyatt-Verschwörung in Kent beteiligt.
Nachdem Edward in der Position des Lord Generals an der Unternehmung von William Herbert, 1. Earl of Pembroke, teilgenommen hatte, kämpfte er 1557 mit spanischen Truppen in der Schlacht bei Saint-Quentin. Bis zu seiner Rückkehr nach England übernahm Clinton das Kommando über die englische Flotte und begann im Jahr 1558 eine Reihe von Überfällen entlang der französischen Küste, bei der er die Stadt Le Conquet zerstörte und die umliegende Region verwüstete.
Während der Erhebung der Earls des Nordens gegen Elisabeth I. ab 1569 hatte Edward Clinton gemeinsam mit Ambrose Dudley, 3. Earl of Warwick, Befehlsgewalt über eine gewaltige Armee und schlug die Rebellion im Januar 1570 nieder. Von der Königin am 4. Mai 1572 zum Earl of Lincoln erhoben, diente er anschließend bis zu seinem Tod am 16. Januar 1585 als englischer Botschafter in Frankreich.

## Ehen und Nachkommen
Edward Clinton heiratete drei Mal. Aus seiner ersten Ehe mit Elizabeth Blount, einer ehemaligen Mätresse Heinrichs VIII., gingen drei Töchter hervor:
- Bridget (* um 1536)[4]
- Catherine (* um 1538; † 14. August 1612)[4]
- Margaret, ⚭ Charles Willoughby, 2. Baron Willoughby of Parham[5]

Aus seiner zweiten Ehe mit Ursula Stourton gingen sechs Kinder hervor, darunter auch sein Erbe Henry Clinton, 2. Earl of Lincoln:
- Henry (* 1540; † 29. September 1616), 2. Earl of Lincoln
- Frances († jung)
- Anne (* um 1546; † 11. Mai 1585), ⚭ William Ayscough[4]
- Edward (* 1544/46; † vor 20. September 1575)[4]
- Thomas (* 1548/50), ⚭ Mary Tyrrell[4]
- Frances (* 1553; † 12. September 1623), ⚭ Giles Brydges, 3. Baron Chandos[4]

Seine dritte Frau war Elizabeth FitzGerald, Tochter von Gerald FitzGerald, dem 9. Earl of Kildare, die er am 1. Oktober 1552 heiratete. Diese Verbindung blieb kinderlos.